# Gemerská Poloma
Gemerská Poloma (in ungherese Veszverés) è un comune della Slovacchia facente parte del distretto di Rožňava, nella regione di Košice.